# ヴォルゴグラード国際空港
ヴォルゴグラード国際空港（ロシア語：Международный аэропорт Волгоград、英語：Volgograd International Airport）は、ロシア連邦ヴォルゴグラード州の州都ヴォルゴグラード市西郊グムラクにある国際空港。公開株式会社「ヴォルゴグラード国際空港」によって運営される。2025年からはスターリングラード国際空港（露: Международный Аэропорт Сталинград）の愛称が付加された。所在地の地名からグムラク空港（Аэропорт «Гумрак»）とも呼ばれる。

## 歴史
ヴォルゴグラードはかつてツァリーツィンの名で呼ばれた都市であったが、1925年にヨシフ・スターリンにちなんでスターリングラードと改称された。1920年代からグムラクには軍用飛行場が建設され、スターリングラード軍航空学校によって利用されていた。この軍用飛行場はスターリングラード攻防戦において、包囲されたドイツ第6軍が外部と連絡を保つ上で重要な役割を果たし、ここの失陥によってドイツ軍の敗北・降伏が事実上決まった。1946年には航空学校が移転した。1952年には空港として開港された。1961年、スターリングラードはヴォルゴグラードに改名された。
2018年にはロシア各地の空港に地域の偉人名を愛称としてつける方針が決まり、どの偉人がふさわしいかについて各地で投票が行われた。ヴォルゴグラードでは、スターリングラード攻防戦で活躍したパイロットのアレクセイ・マレシエフが38％の得票を得て首位となった。しかしウラジーミル・プーチンロシア連邦大統領はヴォルゴグラードに関しては愛称付与の許可を与えなかった。2025年4月29日、プーチン大統領は同空港に、大祖国戦争を記念した歴史的名称「スターリングラード」を付与する大統領令に署名した。

## 就航航空会社と就航都市

### 国内線
| 航空会社                   | 就航地                                                   |
| -------------------------- | -------------------------------------------------------- |
| アエロフロート・ロシア航空 | モスクワ/シェレメーチエヴォ                              |
| ロシア航空                 | モスクワ/シェレメーチエヴォ、サンクトペテルブルク        |
| ポベーダ                   | モスクワ/シェレメーチエヴォ、サンクトペテルブルク        |
| S7航空                     | モスクワ/ドモジェドヴォ、ノヴォシビルスク                |
| アジムト航空               | ミネラーリヌィエ・ヴォードィ、ニジニ・ノブゴロド、ウファ |
| ノルドスター               | エカテリンブルク                                         |
| スマータヴィア             | サンクトペテルブルク                                     |
| レッドウィングス航空       | チェリャビンスク、スルグト                               |

### 国際線
| 航空会社             | 就航地   |
| -------------------- | -------- |
| ロシア航空           | エレバン |
| ポベーダ             | ドバイ   |
| アゼルバイジャン航空 | バクー   |
| フライドバイ         | ドバイ   |